# Res Schmid
Pour les articles homonymes, voir Schmid.
Res Schmid, né le 25 février 1958 à Interlaken, est un homme politique suisse membre de l'Union démocratique du centre. 

## Biographie
En 2002, il est élu au Landrat du canton de Nidwald, qu’il préside en 2009-2010, avant d’entrer, dès 2010, au conseil d'État de ce canton. Il est réélu en 2018.